# Azulewicz
Azulewicz – polski herb szlachecki.

## Opis herbu
w polu czerwonem strzałę srebrną żelezcem w górę (Boniecki). Klejnot: W szczycie hełmu ręka zbrojna, z mieczem w złoto oprawnym, do cięcia w prawo (Boniecki).

## Najwcześniejsze wzmianki
Nadany w 1768 Aleksandrowi Azulewiczowi. Herb nadany rodzinie tatarskiej osiadłej na Litwie.

## Herbowni
Azulewicz.